# 月球表面

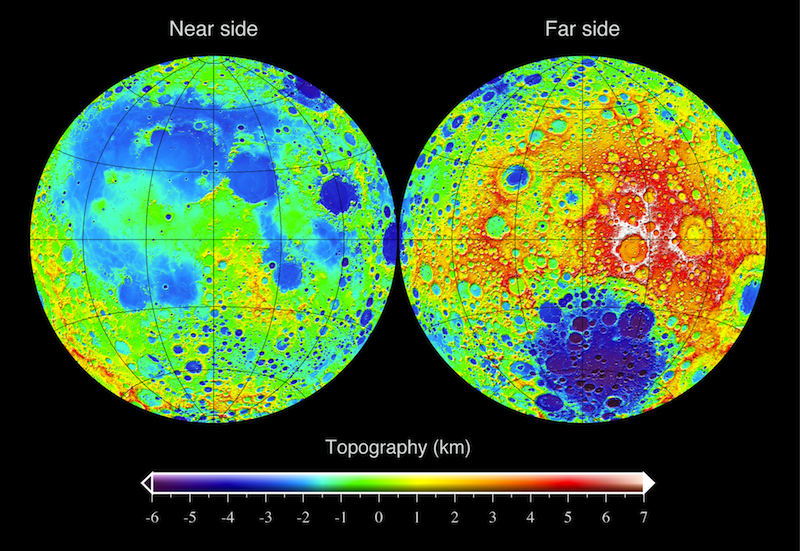
月球勘測軌道飛行器（LRO）測繪的月球地形圖

月球表面与地球表面不同，没有大氣層與水體，也沒有板塊活動。在地球上看到的月亮表面，有明有暗。暗的区域是月海，是平原与低地；明亮的部分是月陆，也被称为月球高地。在月球正面，月海与月陆差不多各占面积的一半。在月球背面，平原、低地较少，高原、山脉的区域非常广阔，撞击坑分布密度也比正面高，地形更崎岖。
月球的最外层是月壳，表面积有3800万平方公里，布满了大大小小的撞击坑，覆盖着一层月壤，是受小型宇宙天体物质（小行星、彗星、流星等）冲击、熔岩喷发，以及剧烈的温度变化、太阳风的不断冲击等形成。月球表面构造要素有山脉、盆地、陨石坑、月谷、鏈坑、峭壁、月溪、月丘、皱岭等。
1969年7月21日02:56（世界時）美國阿波羅11號任務的指揮官尼尔·阿姆斯特朗成功登陸月球，成為踏上月球表面的第一人，并带回了约22公斤样品。1970年9月24日，苏联月球16号探测器第一次无人采样返回。2019年1月3日中国嫦娥四號飞船首次降落在月球背面的天河基地。

## 月表环境
月球表面重力只有地球表面重力的1/6，逃逸速度只有2.38千米/秒。月球大气层中只存在很少的气体，因为在阳光照射下，大部分气体分子的热运动速度会大于逃逸速度，从而飞散到星际空间里去，仅剩下像氙、氪等相对分子质量较大的气体。月表气压约0.3帕，在大多数实际场合可以忽略不计，而被认为是真空。由于没有大气层，不论是白天还是夜晚，月球的天空一直是漆黑的；在月球上看到的地球几乎是静止不动地悬在天穹上，而太阳和星星缓慢地自东向西巡行。月球表面也没有传导声音的介质，人在月球上也就听不到任何声响。月球上暴露的辐射量是地球的200～1000倍，若在月球表面停留2个月，宇航员受到的辐射相当于在空间站上待5个月。

### 温度
由于没有大气层保温和传导温度，月面上昼夜温度差别非常大。月表平均温度为白昼107摄氏度，受阳光照射的地方，温度可高达130℃～150℃；夜晚平均温度为零下153摄氏度，最低达到零下180摄氏度。月食的时候，月球表面会迅速冷却，2小时内温度可下降250℃。阿波罗11号宇航员在静海地区做过实地测量，发现月球表层温度的昼夜变化只能影响到月表地层之下1米的深度；实验证明，温度的变化仅在岩石表面以下12厘米的范围内进行。

### 水资源
月球表面没有液态水，但在月球两极撞击坑永久性阴影区域存在水冰。其中，月壤中水的含量一般为0.3%～1%，这些水几乎是以纯冰的形式富集在月球表面下10cm左右。根据1998年月球勘探者号的探测结果，可估算出月球极区水冰含量为66～200亿吨。其来源，可能是彗星撞击月球表面时，撞击体剧烈破碎，其碎块溅射落在原有的撞击坑永久阴影区与月壤混合。
2009年，美国宇航局的月球坑观测和传感卫星在月球南极的卡比厄斯环形山坑中发现了大量的水。2020年，嫦娥五号对采样区约2米见方的区域进行的光谱观测结果显示，水含量在120ppm以下，而岩石中的水含量约为180ppm。相当于1吨月壤中大约有120克水，1吨岩石中大约有180克水。

## 月貌特徵
自1610年伽利略首次用望远镜观测月球以来，逐步揭示了月球正面的地貌特征。月表地貌可以描述为撞击坑及溅射物、一些火山、山丘、熔岩填充的洼地。其中，表面平整光滑的、亮度非常低的月海区域，主要分布于风暴洋和雨海地区；表面崎岖粗糙的、亮度较高的高地区域，主要分布于月球背面。月海和月陆覆盖月面80％的面积。

月球表面
月球正面0°
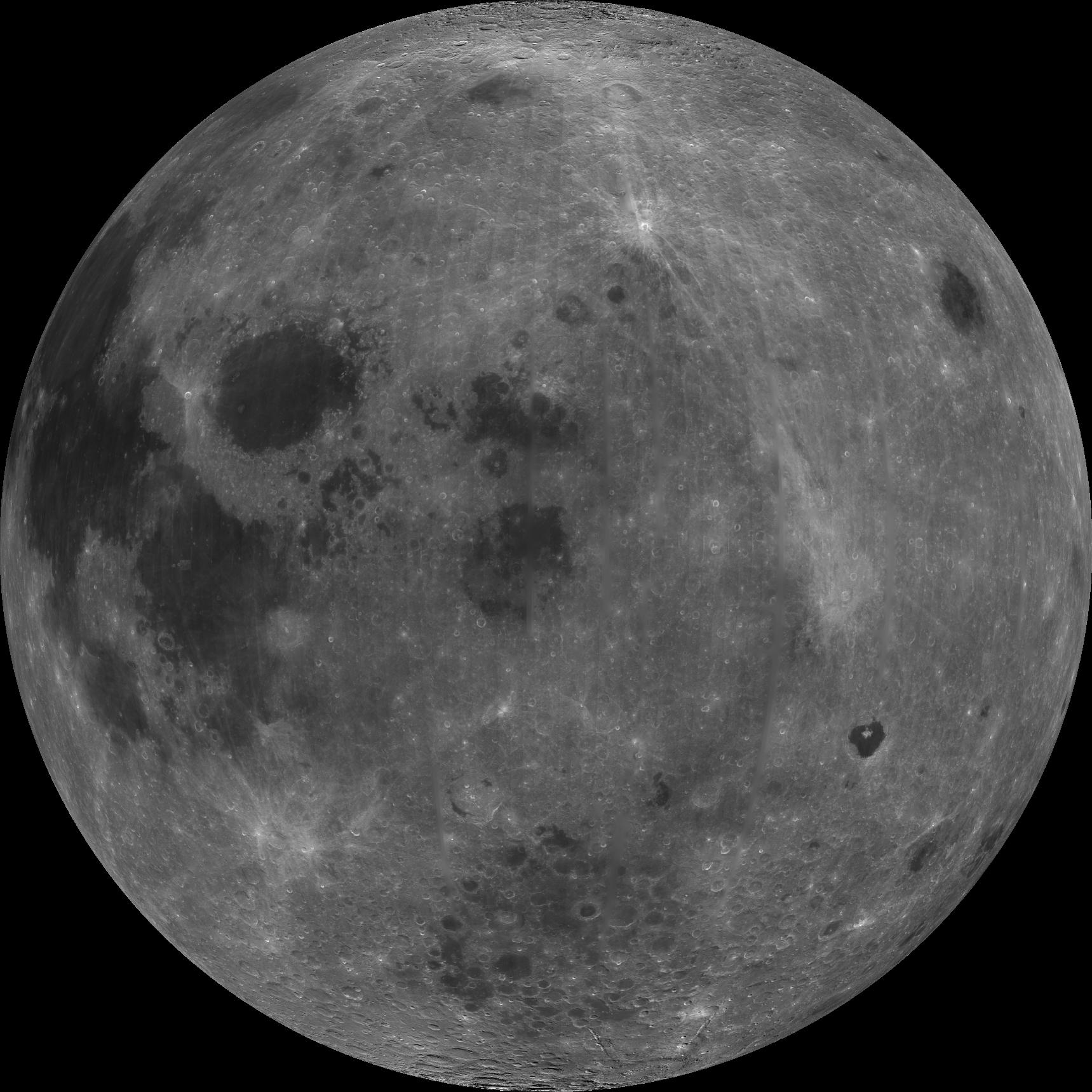
後隨面90°
月球背面180°
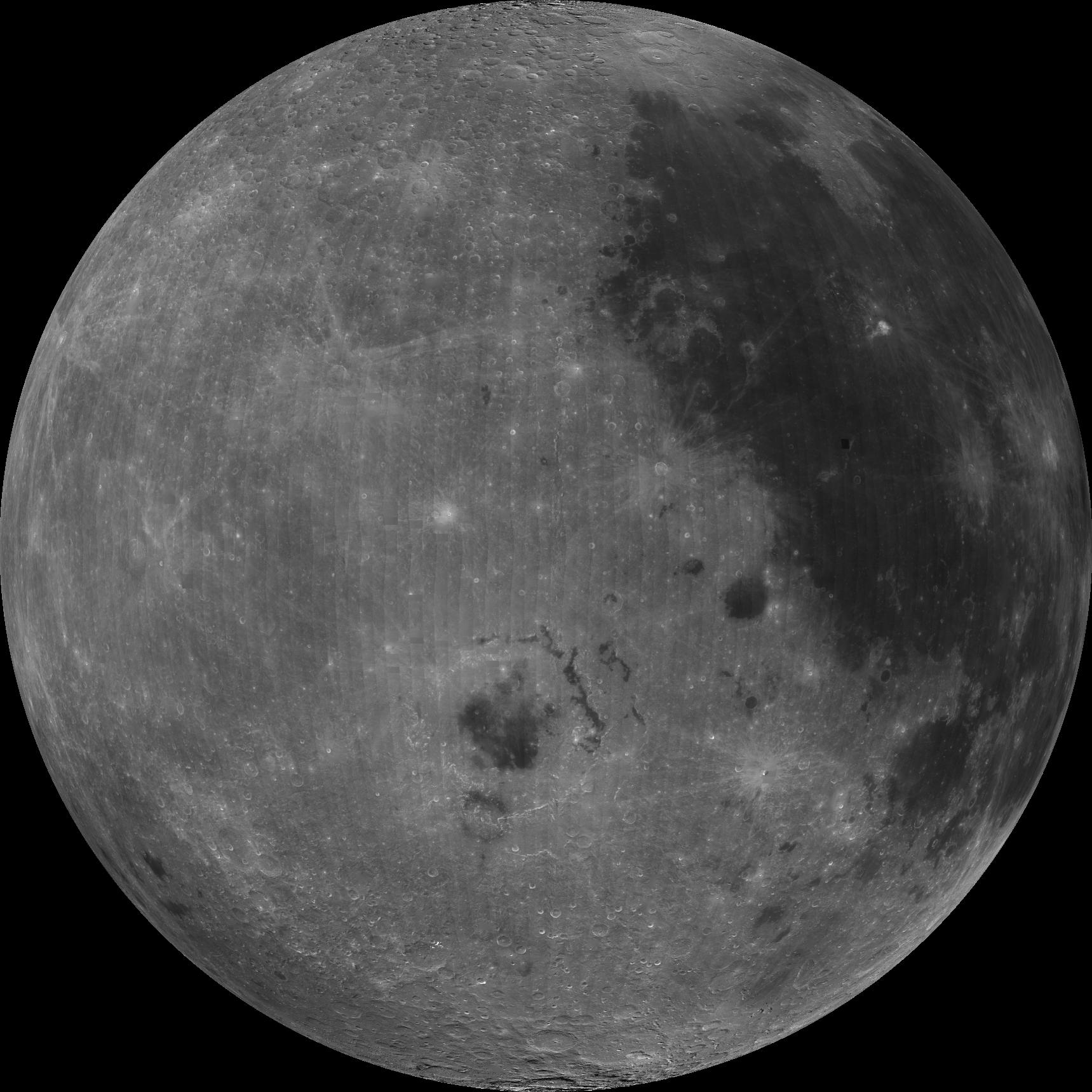
前導面270°
月球北极
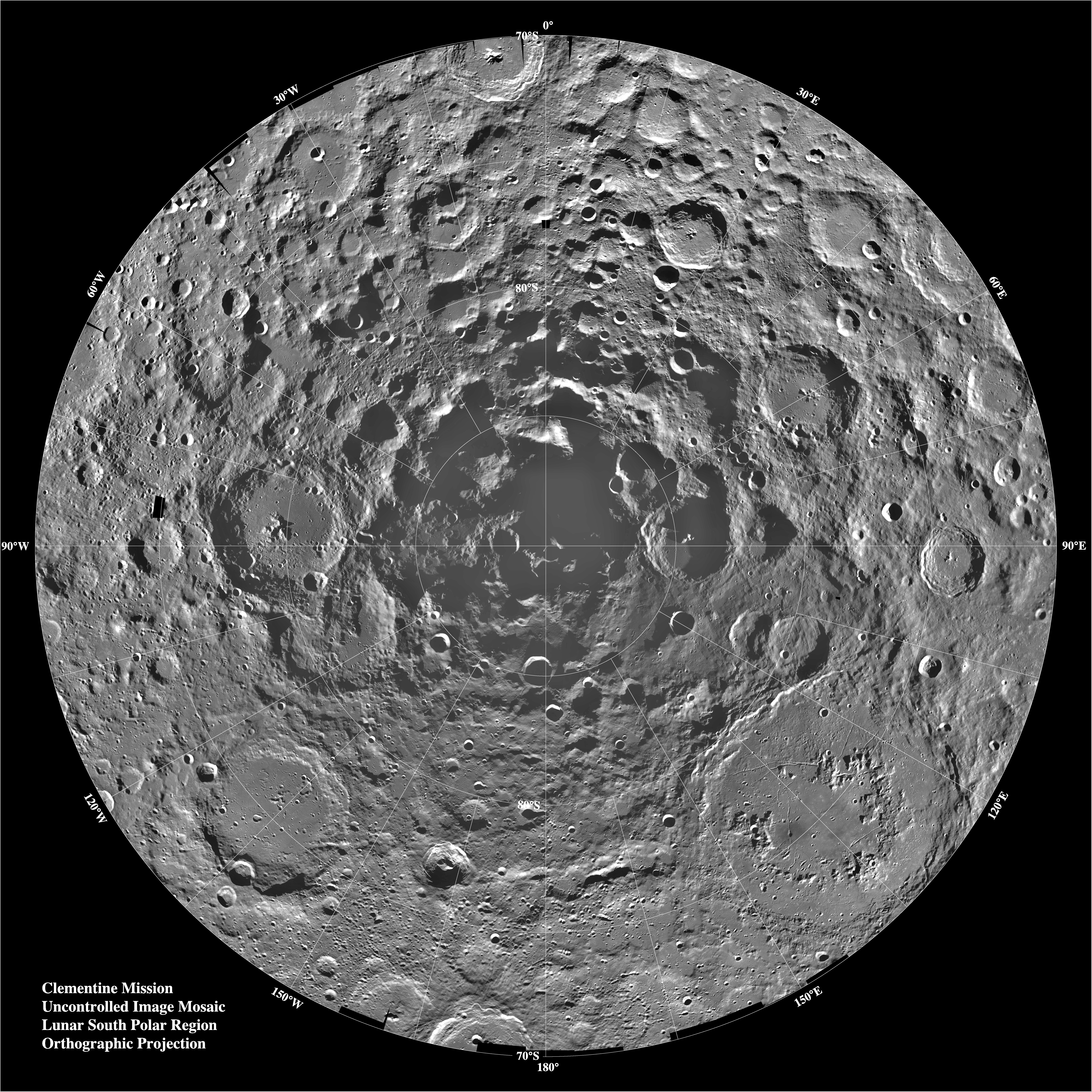
月球南极

### 地貌种类
月海（mare）是分布在月表的大型且较平坦的盆地，包括巨型月海盆地、月海盆地边缘带和小月海盆地。从整个月球表面看，月海约占总面积的20％。月球上共有22个月海，19个在正面，3个在背面。除月海外，还有一个月洋（oceanus）和数个已被命名的月湖（lacus）、月沼（palus）、月湾（sinus），各種稱謂在地質上並無分別。科学家们认为，月海是由小行星、彗星以及比月球小的卫星（在太阳系早期阶段，曾围绕地球转动的较小卫星）轰击月面而造成的。
月陆包括广阔的大陆区、由山链构成的边缘隆起带、内陆边缘盆地（类月海）和大环形构造（亚类月海）。月陆地区分布着大量山脉（Montes）。月球上最大的山脉是亚平宁山脉，其中的惠更斯山被认为是最高的山（Mons），高約5.5公里。而月球之巅（最高点）位于月球背面，大约比惠更斯山高出约6500米。
月球表面大部份的环形山都是因受撞击而形成的，又称为撞击坑或陨石坑（Craters）。
月球盆地（Basin）是一种大型撞击坑，直径一般都在150-200公里以上。南極-艾托肯盆地位于月球背面，是月球上最大、最古老和最深的撞击盆地，其直徑有2,240公里，深度達到13公里。
鏈坑（Catena）是月球表面上的一串撞击坑链，月海和高地都有分布，常在大陨坑旁呈輻射狀分布，這可能是大撞擊坑形成時所抛出的噴发物再次撞擊月表形成的次生坑或是火山斷裂帶上的火山噴發活動造成，以附近的撞击坑命名。
地堑（Graben）为夹在两个正断层之间相对下沉的区域，也被称作“线型月谷”。大多数月球地堑出现在月海的大型撞击盆地边缘地带。
月谷（Vallis）是月球上的谷地，是月球古老火山的岩浆通道，多分布在高地，以附近的陨石坑命名，详见月谷列表。
峭壁（Rupes）截至2015年3月国际天文學联合会共命名了8处月球峭壁，多以附近的撞擊坑或月岬命名。
皱岭（Dorsum, dorsa）是在月海表面可能延伸数百公里的低矮、蜿蜒的山脊，是玄武岩熔岩冷却、收缩时形成的地质构造特征。
月溪（Rima）指月球表面上狹長、類似河床的凹槽。典型的月溪可能有數公里寬，數百公里長，大多分布在月海玄武岩区域。
月丘（dome）是月球表面的盾状火山，又宽又圆，平缓的斜坡上升至数百米的相对高度，典型直径为8-12公里，最多是20公里。例如吕姆克山，月面坐标北纬40.8°、西经58.1°。月丘通常由局部喷口喷发的高粘度，可能富含二氧化硅的岩浆缓慢冷却而成。国际天文联合会未将月球盾状火山列为明确的地质类型并予以命名。

### 研究成果
1994年克莱门汀号数据显示了月球上高低落差约18.1千米的区域。2008年嫦娥一号测得月球上最深的深度为-9430米，位于南極-艾托肯盆地区域闵科夫斯基环形山的次级撞击坑内56°09′S 146°00′W / 56.15°S 146°W，月球上最高处位于月球背面恩格尔伽特陨石坑的东缘5°26′24″S 158°34′44″W / 5.44°S 158.579°W，海拔高程约+10611千米。2010年月球勘测轨道飞行器发现月球最高点位于5°24′45″N 158°38′01″W / 5.4125°N 158.6335°W，高度为+10786米。

## 地質成分
月球表面的化学元素分布极不均。按照其丰度依次为：氧、硅、铁、镁、钙、铝、锰、钛。氧的含量估计为42%（按重量）。碳和氮只有痕迹，似乎只存在于太阳风带来的微量沉积中，氢主要集中在月球的两极。
| 化合物成分 | 化学式 | 占比（重量%） | 占比（重量%） |
| 化合物成分 | 化学式 | 海            | 高地          |
| ---------- | ------ | ------------- | ------------- |
| 二氧化矽   | SiO2   | 45.4%         | 45.5%         |
| 氧化鋁     | Al2O3  | 14.9%         | 24.0%         |
| 氧化钙     | CaO    | 11.8%         | 15.9%         |
| 氧化亞鐵   | FeO    | 14.1%         | 5.9%          |
| 氧化鎂     | MgO    | 9.2%          | 7.5%          |
| 二氧化鈦   | TiO2   | 3.9%          | 0.6%          |
| 氧化鈉     | Na2O   | 0.6%          | 0.6%          |
| 總計       | 總計   | 99.9%         | 100.0%        |

### 月岩
月球表面主要有四类岩石：月海玄武岩、高地岩石（主要包括斜长岩与富镁的结晶岩套）、克里普岩和角砾岩，且分布不均。月球高地普遍存在含铁质斜长石的岩石，在月球背面高地的岩石具有富钙贫铝的特征，在月海地区普遍存在富含铁的玄武岩，而在许多大型的月海东缘存在相对富集的辉长石。
月海玄武岩主要由辉石、长石、橄榄石和钛铁矿组成。斜长岩由95%的钙长石及少量的辉石、橄榄石组成。克里普岩是岩浆分异或残余熔浆结晶形成的富含挥发组分元素的岩石，也被称为“月球上的花岗岩”。撞击角砾岩由各种类型的岩石经冲击破碎并且部分熔融而胶结形成。

### 月壤
較細緻的月球表岩屑（直徑1公分以下）常被称为月壤。它是在月球地质历史时期由无数陨石撞击所形成，厚度可达几米到数十米。其基本组成颗粒包括：矿物碎屑（主要为橄榄石、斜长石、辉石、钛铁矿、尖晶石等）、原始结晶岩碎屑（玄武岩、斜长岩、橄榄岩、苏长岩等）、角砾岩碎屑、各种玻璃（熔融岩、微角砾岩、撞击玻璃、黄色或黑色火成碎屑玻璃）、粘合集块岩、陨石碎片等。
更細緻的物質（直徑30微米）称为「月球塵埃」（moondust），但是表面粗糙、锐利。阿波罗17号航天员、地质学家哈里森·施密特将月尘引起的症状称为“月球花粉症”；阿波罗17号指挥官尤金·塞尔南形容月尘的味道犹如燃过的火药一样。

## 形成演化
月球的起源尚无定论，目前居於主導地位的是大碰撞說（GIH）。大约在46亿年前月球诞生后，熔融的表面很快生成一层薄薄的外壳。随着较重元素向月心方向聚集下沉，外壳层逐渐加厚。经过化学分异后的外壳层，被大的陨星或彗星轰击，在月球表面形成了巨大的盆地。随着时间推移，外来天体物质对月球表面的轰击逐渐减少。被熔岩流填充的许多大盆地，即形成了现在的月海。小岩石块对月球表面的缓慢而不间断的剥蚀，一直持续到现在。
总的来说，月球表面形成的主要地质过程是天体撞击与火山作用，即小型宇宙天体物质（小行星、彗星、流星等）冲击、熔岩喷发，以及其他塑造月球表面形态的因素如剧烈的温度变化、太阳风的不断冲击等。

## 月面学

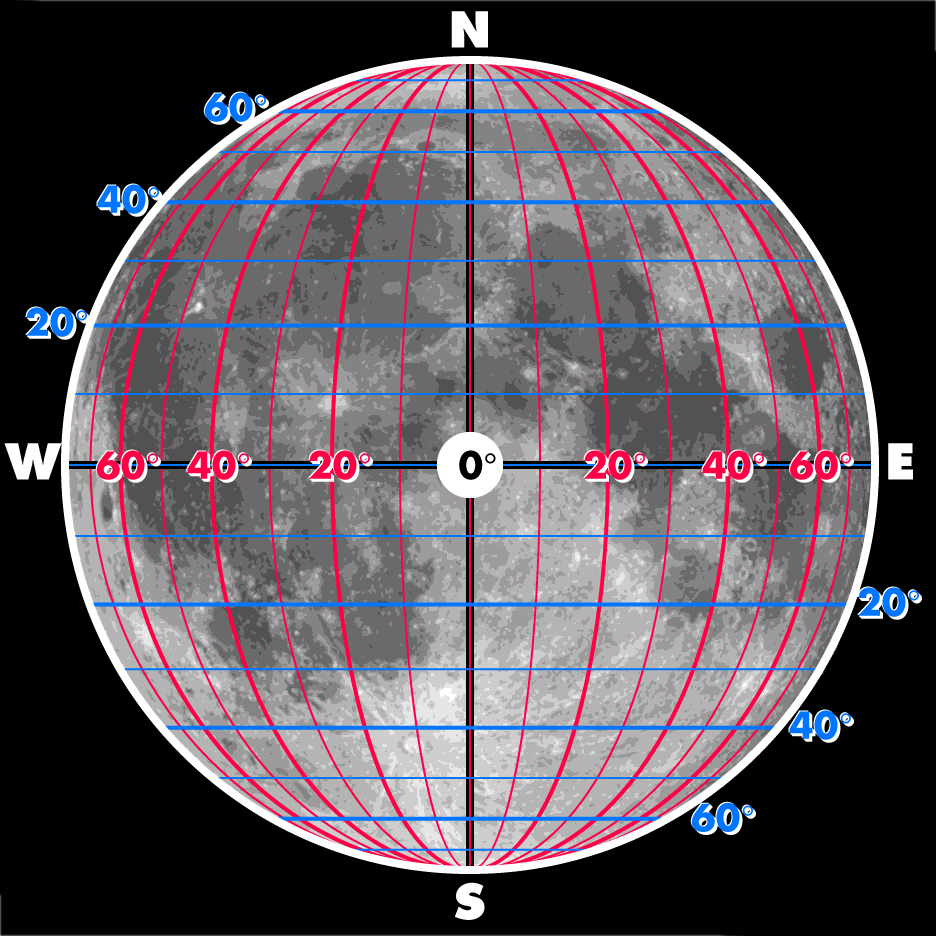
月面座標用來標示月球表面上的位置。

月面学是月球地质学的分支学科，专门研究月球表面及物理特征的学科。1603年威廉·吉尔伯特依据肉眼观察绘制了首幅月球图。1750年，约翰·迈耶创建了首个可靠的月球坐标系。1959年，苏联的月球3号发回了首张月球背面的照片。克莱门汀号飞船获得第一张月球全球地形图以及多光谱图像。嫦娥一号获得了覆盖全月球的1:2500000比例尺影像图的数字地面模型的高程基准采用半径为1737.4公里的正球体表面，空间分辨率为500米，平面中误差192米，高程中误差120米。

### 月面图
月面座標用來標示月球表面上的位置。國際天文學聯合會建議用"平地球/極軸"系統，本初子午線穿过地月中心连线。以莫斯汀撞击坑的中心0°42′S 5°53′W / 0.7°S 5.88°W作為定義月面座標的基準點。美国地质调查局把月球划分为多块区域：在1:2,500,000比例尺的地图上划分为30个方格，在1:1,000,000比例尺的地图上划分为144个方格。

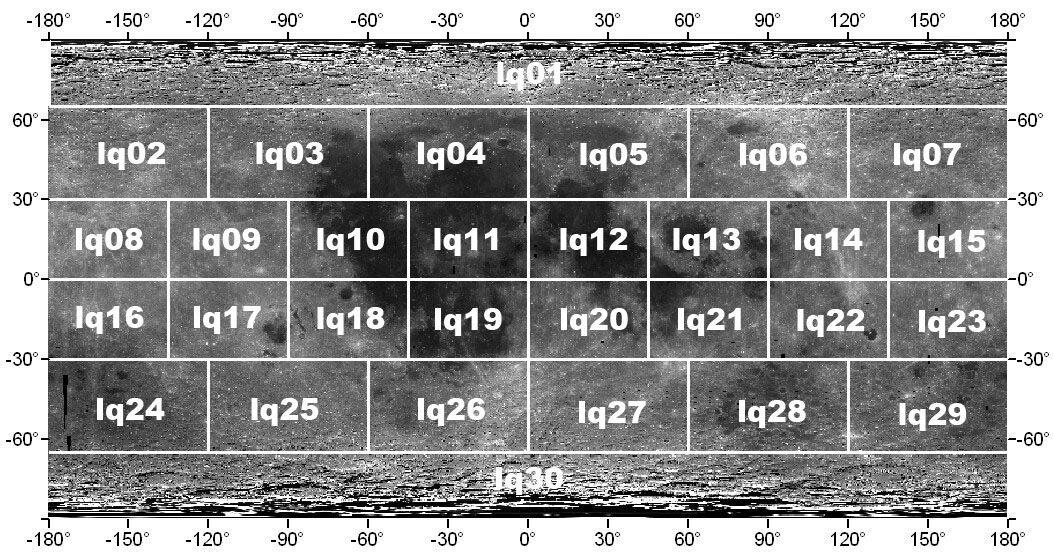
月球方格排列，比例尺1:2,500,000

### 命名法
1919年起，对月球特征的命名改由国际天文学联合会（IAU）统一负责。该委员会正式通过了使用大写罗马字母来确定陨石坑和山谷的国际公约。1966年当月球背面的地图面世后，尤恩·阿代尔·惠特克提出了一种依据与主坑位置角度关系来分配卫星坑字母的命名法。如某一卫星坑位于主坑的北面，则给予标识符“Z”，然后将该主坑周围360度地区像时钟的24小时一样分为24个部分，按顺时针方向每个“小时”角分配一个字母，将1点处指定为“A”作为开头（省略字母“I”和“O”，这样就只有24个字母），如此，主坑正南面卫星坑分配到的字母就为“M”。
| 特徵類型                                    | 命名常規 |  |
| ------------------------------------------- | --- |  |
| 环形山（撞击坑） Craters                    | 坑穴一般是以在他們的領域中有傑出或基本貢獻，且已過世的科學家、學者、藝術家或探險者來命名。除此之外，莫斯科海周圍的坑穴是以已故的俄羅斯太空人命名；阿波罗环形山周圍的衛星坑以罹難的美國太空人命名。 |  |
| 湖、海、沼、灣 Lacūs, Maria, Paludes, Sinūs | 這些特徵的名字使用拉丁文描述天氣和其他抽象概念的術語。 |  |
| 山脈 Montes                                 | 以地球上的山脈或鄰近的環形山命名。 |  |
| 峭壁，陡岩 Rupēs                            | 以鄰近的山脊命名（見上文）。 |  |
| 月谷 Valles                                 | 以鄰近的特徵命名。 |  |
| 其它 Others                                 | 不屬於前述任何類別的特徵，以附近的坑穴命名。 |  |